# Tsenino
Tsenino (Bulgaars: Ценино) is een dorp in de Bulgaarse gemeente Nova Zagora, oblast Sliven. Het dorp ligt hemelsbreed 28 km ten zuidwesten van Sliven en 222 km ten oosten van Sofia.

## Bevolking
Het dorp Tsenino had bij de laatste officiële volkstelling van 7 september 2021 een inwoneraantal van 323 personen. Dit waren 94 mensen (39,8%) meer  dan 231 inwoners bij de census van 1 februari 2011. De gemiddelde jaarlijkse groei in die periode komt daarmee uit op 3,2%, hetgeen hoger is dan het landelijk jaarlijks gemiddelde over deze periode (-1,14%).
- 1934 156
Koninkrijk Bulgarije
- 1946 201
Volksrepubliek Bulgarije
- 1956 171
Volksrepubliek Bulgarije
- 1965 125
Volksrepubliek Bulgarije
- 1975 104
Volksrepubliek Bulgarije
- 1985 140
Volksrepubliek Bulgarije
- 1992 152
Republiek Bulgarije
- 2001 186
Republiek Bulgarije
- 2011 231
Republiek Bulgarije
- 2021 323
Republiek Bulgarije

- Koninkrijk Bulgarije
- Volksrepubliek Bulgarije
- Republiek Bulgarije

In het dorp wonen vooral etnische Bulgaren en etnische Roma. In de optionele volkstelling van 2011 identificeerden 177 van de 230 ondervraagden zichzelf als etnische Bulgaren, oftewel 77%. De overige inwoners identificeerden zichzelf vooral als etnische Roma (48 inwoners, oftewel 21%).
| Etnische samenstelling van de respondenten (2011) | Etnische samenstelling van de respondenten (2011) | Etnische samenstelling van de respondenten (2011) | Etnische samenstelling van de respondenten (2011) | Etnische samenstelling van de respondenten (2011) |
| ------------------------------------------------- | ------------------------------------------------- | ------------------------------------------------- | ------------------------------------------------- | ------------------------------------------------- |
|                                                   |                                                   |                                                   |                                                   |                                                   |
| Bulgaren                                          | Bulgaren                                          |                                                   | 77,0%                                             | 77,0%                                             |
| Turken                                            | Turken                                            |                                                   | 0,0%                                              | 0,0%                                              |
| Roma                                              | Roma                                              |                                                   | 20,9%                                             | 20,9%                                             |
| Anders/Onbekend                                   | Anders/Onbekend                                   |                                                   | 2,1%                                              | 2,1%                                              |

Het dorp Tsenino heeft een relatief jonge bevolking voor Bulgaarse begrippen. In 2021 was ruim 47% van de bevolking 14 jaar of jonger, terwijl 8% 65 jaar of ouder was (landelijk: respectievelijk 13% en 23,5%). Ongeveer 55% van de bevolking was 19 jaar of jonger. Het is een van de weinige plaatsen in het land waar sprake is van een 'verjonging' van de bevolking tussen de volkstellingen van 2011 en 2021 (zie: onderstaande tabel). De leeftijdsopbouw van het dorp Tsenino is hiermee uitzonderlijk vergeleken met andere plattelandsgebieden in Bulgarije en eerder vergelijkbaar met derdewereldlanden, zoals Burkina Faso of Guinee.
|                    | 2011 | %      | 2021 | %      |
| ------------------ | ---- | ------ | ---- | ------ |
| Bevolking (totaal) | 231  | 100,0% | 323  | 100,0% |
|                    |      |        |      |        |
| 0-14               | 84   | 36,4%  | 153  | 47,4%  |
| 15-64              | 125  | 54,1%  | 144  | 44,6%  |
| 65+                | 22   | 9,5%   | 26   | 8,0%   |
|                    |      |        |      |        |
| 0-4                | 45   | 19,5%  | 48   | 14,9%  |
| 5-9                | 16   | 6,9%   | 49   | 15,2%  |
| 10-14              | 21   | 9,1%   | 56   | 17,3%  |
| 15-19              | 22   | 9,5%   | 22   | 6,8%   |
| 20-24              | 18   | 7,8%   | 15   | 4,6%   |
| 25-29              | 19   | 8,2%   | 21   | 6,5%   |
| 30-34              | 12   | 5,2%   | 21   | 6,5%   |
| 35-39              | 6    | 2,6%   | 24   | 7,4%   |
| 40-44              | 6    | 2,6%   | 7    | 2,2%   |
| 45-49              | 7    | 3,0%   | 8    | 2,5%   |
| 50-54              | 11   | 4,8%   | 5    | 1,5%   |
| 55-59              | 10   | 4,3%   | 9    | 2,8%   |
| 60-64              | 16   | 6,9%   | 12   | 3,7%   |
| 65-69              | 7    | 3,0%   | 8    | 2,5%   |
| 70-74              | 6    | 2,6%   | 8    | 2,5%   |
| 75-79              | 4    | 1,7%   | 5    | 1,5%   |
| 80-84              | 5    | 2,2%   | 3    | 0,9%   |
| 85+                | 0    | 0,0%   | 2    | 0,6%   |